# Río Ichilo
Der Rio Ichilo ist der rechte Quellfluss des Río Mamoré, der über den Rio Madeira dem Amazonas zufließt. Er ist ein bolivianischer Fluss am Fuß der östlichen Anden-Kordilleren in Südamerika.

## Verlauf
Der Río Ichilo entspringt in der Provinz Manuel María Caballero im Departamento Santa Cruz auf einer Höhe von 2437 m, an den Ausläufern der Serranía Racete, und trägt dort den Namen "Alto Ichilo" (Oberer Ichilo).
Im weiteren Verlauf, nach der Vereinigung mit dem Río San Matéo, bekommt er dann seinen eigentlichen Namen, Ichilo. Nach der Stadt Puerto Villarroel fließt ihm der Chimoré zu, der wegen seiner hohen Wassermenge oft auch als Oberlauf des Mamoré gezählt wird. Nun fließt der Ichilo in fast genau nördlicher Richtung und eine Zeit lang bildet er die Grenze zwischen dem Departamento Cochabamba und dem Departamento Santa Cruz. Schließlich vereinigt er sich bei Puerto Aurora mit dem Río Chapare zum Río Mamoré.

## Wasserführung
Von seiner Quelle bis zur Mündung in den Amazonas hat der gesamte Wasserlauf eine Länge von 3.252 km. Der Ichilo selbst hat hierbei eine Länge von 632 Kilometern mit einem Einzugsgebiet von 15 660 km², der Mamoré mit einer Länge von 1.170 Kilometern und der Rio Madeira mit 1.450 Kilometern. Seine maximale Tiefe erreicht der Ichilo unterhalb der Stadt Puerto Villarroel bei Kilometer 100 mit 18,6 m, seine Höchstbreite mit 420 m bei Kilometer 75. Der Ichilo ist einer der wasserreichsten Flüsse Boliviens.

## Nebenflüsse
Zu den wichtigsten Nebenflüssen des Río Ichilo gehören:
- Río San Matéo (links)
- Río Ichoa (links)
- Río Víbora (rechts)
- Río Sajta (links)
- Río Ivirgarzama (links)
- Río Chimoré (links)
- Río Choré (rechts)
- Río Useuta (links)

## Besiedlung
Der Río Ichilo fließt westlich an der Millionenstadt Santa Cruz de la Sierra vorbei, an seinen Ufern findet sich die Stadt Puerto Villarroel.